# Misumenops iners
Misumenops iners là một loài nhện trong họ Thomisidae.
Loài này thuộc chi Misumenops. Misumenops iners được Charles Athanase Walckenaer miêu tả năm 1837.